# Спартиатес
«Спартиатес» (греч. Σπαρτιάτες — «Спартанцы») — греческая ультраправая националистическая политическая партия. Основана в 2017 году Василисом Стигасом.
Партия участвовала в выборах в Европейский парламент в 2019 году в коалиции с партией «Союз центристов» Василиса Левентиса. Также в коалиции с «Союзом центристов» партия участвовала в парламентских выборах 2019 года.
В декабре 2020 года партия присоединилась к коалиции ультраправых партий, в которую вошли «Национальное народное сознание» (ЭЛАСИН) Янниса Лагоса, «Народный греческий патриотический союз» (ЛЕПЕН) и другие.
Партия не участвовала в парламентских выборах  21 мая 2023 года. Верховный суд по гражданским и уголовным делам (Ареопаг) не допустил к повторным парламентским выборам 25 июня 2023 года объединение «Греки за Родину и свободу», в которое входила ультраправая партия «Эллинес» («Греки»), основанная Илиасом Касидиарисом, которого в 2020 году осудили на 13 лет за членство в ультраправой партии «Золотая заря», признанной в судебном порядке преступной организацией. После этого Илиас Касидиарис публично поддержал партию «Спартиатес», а члены партии «Эллинес» вошли в партийный список партии «Спартиатес».
По результатам выборов 25 июня 2023 года партия получила 12 из 300 мест в парламенте Греции. Кандидат от «Спартиатес» в заместители спикера парламента Петрос Димитриадис (Πέτρος Δημητριάδης) не был избран. Поддержку партии выразил бывший вице-президент партии «Хриси Авги» Илиас Кассидиарис, осуждённый с руководством партии по обвинению в создании преступной организации.